# Val-d'Épy
Ne pas confondre avec la commune déléguée de Val-d’Épy.
Val-d’Épy est, depuis le 1er janvier 2016, une commune nouvelle française située dans le département du Jura, dans la région culturelle et historique de Franche-Comté et la région administrative Bourgogne-Franche-Comté. Elle est née de la fusion de l'ancienne commune Val-d'Épy avec ses voisines Florentia, Nantey et Senaud, les quatre communes fusionnées devenant communes déléguées.
Le 1er janvier 2018, La Balme-d'Épy intègre la commune nouvelle.

## Géographie

Territoire communal depuis 2018.

Val-d'Épy fait partie de la région naturelle du Revermont. La commune comprend les villages et les hameaux d'Écuria, d'Épy, de Florentia, de La Balme-d'Épy, de Lanéria, de Nantey, de Poisoux, de Senaud, de Tarcia et de Vessia.
Le territoire communal est en grande partie située dans une dépression située à environ 400 m d'altitude, d'où émerge quelque peu le mont d'Épy qui culmine à 484 m ; cette dépression est encadrée à l'est et à l'ouest par deux chaînons. L’altitude s'élève jusqu'à 620 m aux monts du Gouillats, situés au nord-ouest près de la limite avec Les Trois-Châteaux.
Les cours d'eau sont rares. Le plus important est le ruisseau de la Balme, qui prend sa source à la grotte de La Balme-d'Épy et qui s'écoule en direction du sud. Entre Tarcia et Épy coule également le ruisseau de Tarcia, qui se dirige également vers le sud et passe près de Lanéria. Enfin, un petit ruisseau coule près du village de Nantey.

### Communes limitrophes
Les communes limitrophes sont Thoissia, Andelot-Morval, Val Suran, Salavre, Coligny et Les Trois-Châteaux.
Val-d'Épy partage une frontière avec 6 autres communes, dont deux sont situées dans le département voisin de l'Ain.

### Climat
Pour des articles plus généraux, voir Climat de la Bourgogne-Franche-Comté et Climat du département du Jura.
En 2010, le climat de la commune est de type climat des marges montargnardes, selon une étude du Centre national de la recherche scientifique s'appuyant sur une série de données couvrant la période 1971-2000. En 2020, Météo-France publie une typologie des climats de la France métropolitaine dans laquelle la commune est exposée à un climat semi-continental et est dans la région climatique Bourgogne, vallée de la Saône, caractérisée par un bon ensoleillement (1 900 h/an), un été chaud (18,5 °C), un air sec au printemps et en été et des vents faibles.
Pour la période 1971-2000, la température annuelle moyenne est de 10,6 °C, avec une amplitude thermique annuelle de 17,3 °C. Le cumul annuel moyen de précipitations est de 1 296 mm, avec 12,1 jours de précipitations en janvier et 8,2 jours en juillet. Pour la période 1991-2020, la température moyenne annuelle observée sur la station météorologique de Météo-France la plus proche, « Saint-Julien Sa », sur la commune de Val Suran à 4 km à vol d'oiseau, est de 10,6 °C et le cumul annuel moyen de précipitations est de 1 349,8 mm. 
La température maximale relevée sur cette station est de 38,6 °C, atteinte le 24 août 2023 ; la température minimale est de −20,6 °C, atteinte le 30 décembre 2005,,.
Les paramètres climatiques de la commune ont été estimés pour le milieu du siècle (2041-2070) selon différents scénarios d'émission de gaz à effet de serre à partir des nouvelles projections climatiques de référence DRIAS-2020. Ils sont consultables sur un site dédié publié par Météo-France en novembre 2022.

## Urbanisme

### Typologie
Au 1er janvier 2024, Val-d'Épy est catégorisée commune rurale à habitat très dispersé, selon la nouvelle grille communale de densité à sept niveaux définie par l'Insee en 2022.
Elle est située hors unité urbaine. Par ailleurs la commune fait partie de l'aire d'attraction de Bourg-en-Bresse, dont elle est une commune de la couronne,. Cette aire, qui regroupe 80 communes, est catégorisée dans les aires de 50 000 à moins de 200 000 habitants,.

## Toponymie
Épy en 1801, Épy-Lanéria en 1971, Val-d’Épy en 1973 pour la commune devenue commune déléguée en 2016, commune nouvelle de Val d’Épy en 2016.
Le nom actuel a fait l'objet d'un arrêté préfectoral rectificatif le 24 novembre 2017 et appliqué le 1er janvier 2018 pour lui ajouter son trait d'union (mise en conformité avec les règles de toponymie des noms officiels).

## Histoire
Il convient de se reporter aux articles consacrés aux cinq anciennes communes fusionnées.

## Politique et administration

### Conseil municipal
Jusqu'aux prochaines élections municipales de 2020, le conseil municipal de la nouvelle commune est constitué de tous les conseillers municipaux issus des conseils des anciennes communes. Le maire de chacune d'entre elles devient maire délégué.
| Nom               | Code Insee | Intercommunalité          | Superficie (km2) | Population (dernière pop. légale) | Densité (hab./km2) |
| ----------------- | ---------- | ------------------------- | ---------------- | --------------------------------- | ------------------ |
| Val-d'Épy (siège) | 39209      | CC du pays de Saint-Amour | 8,64             | 149 (2015)                        | 17                 |
| La Balme-d'Épy    | 39036      | CC Petite Montagne        | 2,97             | 72 (2015)                         | 24                 |
| Florentia         | 39226      | CC Petite Montagne        | 3,18             | 30 (2015)                         | 9,4                |
| Nantey            | 39382      | CC du pays de Saint Amour | 6,50             | 52 (2015)                         | 8                  |
| Senaud            | 39509      | CC du pays de Saint Amour | 4,06             | 51 (2015)                         | 13                 |

### Liste des maires
| Période      | Période  | Identité        | Étiquette | Qualité |
| ------------ | -------- | --------------- | --------- | ------- |
| janvier 2016 | En cours | Michel Ganneval |           |         |

## Démographie
L'évolution du nombre d'habitants est connue à travers les recensements de la population effectués dans la commune depuis sa création.
En 2022, la commune comptait 302 habitants, en évolution de −15,41 % par rapport à 2016 (Jura : −0,81 %, France hors Mayotte : +2,11 %).
| 2015 | 2020 | 2022 |
| ---- | ---- | ---- |
| 354  | 318  | 302  |

## Culture locale et patrimoine
Il convient de se reporter aux articles consacrés aux cinq anciennes communes fusionnées.